# Альмохадизм
Альмохадизм ( араб. الدَّعوَة المُوَحِّدِيَّة‎ ) или Доктрина Альмохадов была идеологией, лежащей в основе движения Альмохадов, основанного Ибн Тумартом, который создал Империю Альмохадов в течение 12-13 веков.   Фундаментальным для альмохадизма была радикальная интерпретация таухида Ибн Тумартом — «единство» или «единство», от которой альмохады получили свое название: аль-мувахидун ( المُوَحِّدون).  

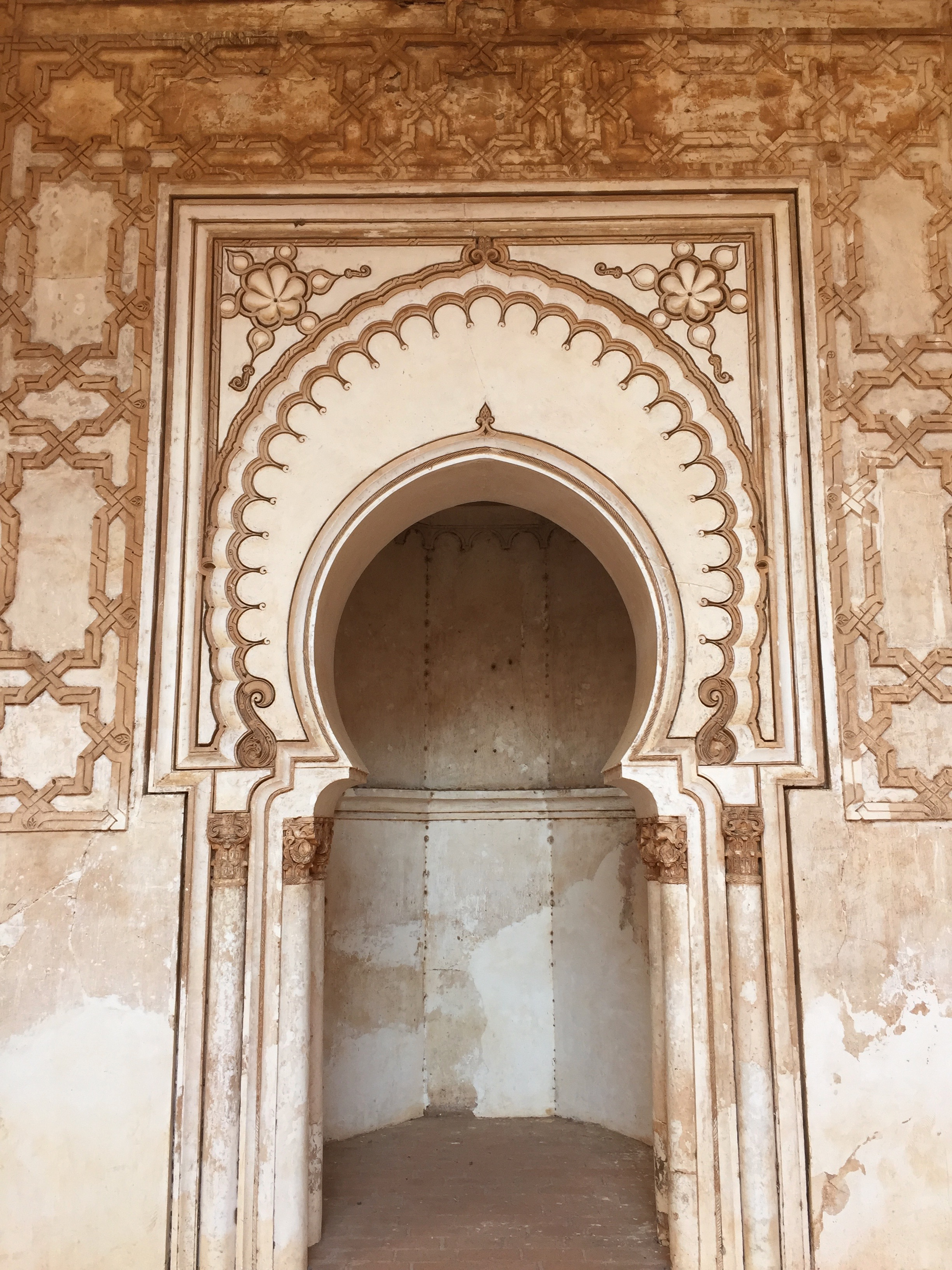
Михраб мечети Тинмал, построенной в середине XII века на месте базы, с которой Альмохады совершали свои нападения на Альморавидов.

Реформистская идеология и политика Альмохадов включали серию попыток радикальных изменений исламской религиозной и социальной доктрины под их правлением. Эта политика затронула большую часть Магриба и изменила существующий религиозный климат в Аль-Андалусе (исламская Испания и Португалия ) на многие десятилетия.   Они ознаменовали собой серьезный отход от социальной политики и взглядов прежних мусульманских правительств в регионе, включая предыдущую династию Альморавидов, которая следовала своей собственной реформистской программе.   Учение Ибн Тумарта было собрано в книге Ааззу Ма Ютлаб .  
На том основании, что Ибн Тумарт провозгласил себя мехди, или обновителем – не только ислама, но и «чистого монотеистического послания», общего для ислама, христианства и иудаизма, – альмохады полностью отвергли статус Дхиммы .  По мере расширения халифата Альмохадов Абд аль-Мумин приказал евреям и христианам на завоеванных территориях, а также хариджитам, маликитским суннитам и шиитам мусульманского большинства, принять ислам Альмохадов и уйти, иначе они рискуют умереть.  Завоевание Альмохадами Аль-Андалуса привело к эмиграции андалузских христиан из южной Иберии на христианский север, особенно в долину Тежу и Толедо .  Андалузские евреи, городское и заметное население, столкнулись с сильным, часто жестоким давлением Альмохадов, требующим обращения, и многие, вместо того, чтобы оставить жизнь меньшинства в одном месте и рисковать жизнью меньшинства в другом, обратились, по крайней мере, поверхностно, хотя многие из них новообращенные продолжали сталкиваться с дискриминацией.   После распада Халифата Альмохадов в XIII веке арабизированное еврейское население вновь появилось в Магрибе, а христианское – нет. 